# Proamytta brevipennis
Proamytta brevipennis är en insektsart som först beskrevs av Lucien Chopard 1945.  Proamytta brevipennis ingår i släktet Proamytta och familjen vårtbitare. Inga underarter finns listade i Catalogue of Life.